# Знаки почтовой оплаты СССР (1990)
Зна́ки почто́вой опла́ты СССР (1990) — перечень (каталог) знаков почтовой оплаты (почтовых марок), введённых в обращение дирекцией по изданию и экспедированию знаков почтовой оплаты Министерства связи СССР в 1990 году.

## Список коммеморативных (памятных) марок
Порядок следования элементов в таблице соответствует номеру по каталогу марок СССР (ЦФА), в скобках приведены номера по каталогу «Михель».
| № по каталогу                                                               | Изображение | Описание и источники                                             | Номинал   | Дата выпуска        | Тираж     | Художник           |
| --------------------------------------------------------------------------- | ----------- | ---------------------------------------------------------------- | --------- | ------------------- | --------- | ------------------ |
| (ЦФА [АО «Марка»] № 6208) (ЦФА [АО «Марка»] № 6208А) (Mi #6088) (Mi #6088B) |             | Сцепка «Чемпионат мира по футболу „Италия-90“»: - Вратарь.       | 0,05 руб. | 25 мая 1990 года    | 4 800 000 | Владимир Бельтюков |
| (ЦФА [АО «Марка»] № 6209) (ЦФА [АО «Марка»] № 6209А) (Mi #6089) (Mi #6089B) |             | Сцепка «Чемпионат мира по футболу „Италия-90“»: - Момент игры.   | 0,10 руб. | 25 мая 1990 года    | 4 800 000 | Владимир Бельтюков |
| (ЦФА [АО «Марка»] № 6210) (Mi #6090)                                        |             | Сцепка «Чемпионат мира по футболу „Италия-90“»: - Момент игры.   | 0,15 руб. | 25 мая 1990 года    | 2 800 000 | Владимир Бельтюков |
| (ЦФА [АО «Марка»] № 6211) (Mi #6091)                                        |             | Сцепка «Чемпионат мира по футболу „Италия-90“»: - Борьба за мяч. | 0,25 руб. | 25 мая 1990 года    | 2 800 000 | Владимир Бельтюков |
| (ЦФА [АО «Марка»] № 6212) (Mi #6092)                                        |             | Сцепка «Чемпионат мира по футболу „Италия-90“»: - Вратарь.       | 0,35 руб. | 25 мая 1990 года    | 2 800 000 | Владимир Бельтюков |
| (ЦФА [АО «Марка»] № 6274) (Mi #6153)                                        |             | «С Новым, 1991 годом!»: - Дед Мороз с ёлкой.                     | 0,05 руб. | 3 декабря 1990 года | 4 400 000 | Владимир Бельтюков |

## Комментарии
1. ↑  Ниже приведён перечень памятных художественных марок (с возможностью сортировки по номиналу, тиражу и дате введения в обращение).
2. ↑  Сцепка «Чемпионат мира по футболу „Италия-90“». На многоцветных марках  (ЦФА [АО «Марка»] № 6208) — вратарь. Разновидность  (ЦФА [АО «Марка»] № 6208А) — без зелёных полей по бокам. Офсет, перфорирована: комбинированная гребенчатая зубцовка 12:12½ (на каждые 2 сантиметра края марки приходится 12:12½ зубцов). В марочных листах 50 (5×10) или 10 горизонтальных сцепок на лист, а также малые листы (кляйнбогены) 8 (2×4) марок  (ЦФА [АО «Марка»] № 6208А) с художественно оформленными полями[2][6][7].
3. ↑  Суммарный тираж горизонтальных сцепок из 5 марок  (ЦФА [АО «Марка»] № 6208) по 10 на марочном листе 2 800 000 экземпляров и малых марочных листов (кляйнбогенов) с художественно оформленными полями по 8 (2×4) марок  (ЦФА [АО «Марка»] № 6208А) 2 000 000 экземпляров[7][6].
4. ↑  Сцепка «Чемпионат мира по футболу „Италия-90“». На многоцветных марках  (ЦФА [АО «Марка»] № 6209) — момент игры. Разновидность  (ЦФА [АО «Марка»] № 6209А) — без зелёных полей по бокам. Офсет, перфорирована: комбинированная гребенчатая зубцовка 12:12½ (на каждые 2 сантиметра края марки приходится 12:12½ зубцов). В марочных листах 50 (5×10) или 10 горизонтальных сцепок на лист, а также малые листы (кляйнбогены) 8 (2×4) марок  (ЦФА [АО «Марка»] № 6209А) с художественно оформленными полями[2][6][7].
5. ↑  Суммарный тираж горизонтальных сцепок из 5 марок  (ЦФА [АО «Марка»] № 6209) по 10 на марочном листе 2 800 000 экземпляров и малых марочных листов (кляйнбогенов) с художественно оформленными полями по 8 (2×4) марок  (ЦФА [АО «Марка»] № 6209А) 2 000 000 экземпляров[7][6].
6. ↑  Сцепка «Чемпионат мира по футболу „Италия-90“». На многоцветных марках  (ЦФА [АО «Марка»] № 6210) — момент игры. Офсет, перфорирована: комбинированная гребенчатая зубцовка 12:12½ (на каждые 2 сантиметра края марки приходится 12:12½ зубцов). В марочных листах 50 (5×10) или 10 горизонтальных сцепок на лист[2][6][7].
7. ↑  Сцепка «Чемпионат мира по футболу „Италия-90“». На многоцветных марках  (ЦФА [АО «Марка»] № 6211) — борьба за мяч. Офсет, перфорирована: комбинированная гребенчатая зубцовка 12:12½ (на каждые 2 сантиметра края марки приходится 12:12½ зубцов). В марочных листах 50 (5×10) или 10 горизонтальных сцепок на лист[2][6][7].
8. ↑  Сцепка «Чемпионат мира по футболу „Италия-90“». На многоцветных марках  (ЦФА [АО «Марка»] № 6212) — вратарь. Офсет, перфорирована: комбинированная гребенчатая зубцовка 12:12½ (на каждые 2 сантиметра края марки приходится 12:12½ зубцов). В марочных листах 50 (5×10) или 10 горизонтальных сцепок на лист[2][6][7].
9. ↑  Новогодняя марка «С Новым, 1991 годом!»: на треугольной многоцветной марке  (ЦФА [АО «Марка»] № 6274) — Дед Мороз с ёлкой. Глубокая печать, перфорирована: рамочная зубцовка 11½ (на каждые 2 сантиметра края марки приходится 11½ зубцов). В марочных листах 40 (5×4×2) и малые листы (кляйнбогены) по 8 (2×2×2) марок[2][9][10].